# Park Narodowy Kushiro-shitsugen
Park Narodowy Kushiro-shitsugen (jap. 釧路湿原国立公園 Kushiro-shitsugen Kokuritsu Kōen) – japoński park narodowy, który został utworzony 31 lipca 1987 r. i obejmuje ochroną obszar położony w północno-wschodniej części wyspy Hokkaido, na południe od Parku Narodowego Akan.
Kushiro-shitsugen inaczej bagna Kushiro to największy podmokły teren w Japonii, którego powierzchnia wynosi 200, a parku w ogóle 268,61 km². Owe rozległe mokradła i torfowiska stanowią ostoję ptactwa wodnego, a w szczególności zagrożonego wyginięciem czerwonoczubego żurawia japońskiego (Grus japonensis); park jest zimowym siedliskiem dla ok. 400 sztuk. Od 1958 r. istnieje zamknięty dla zwiedzających Japoński Rezerwat Żurawi, który prowadzi badania nad hodowlą i sztucznym wylęgiem tych ptaków.

Park ten był pierwszym zgłoszonym przez Japonię obszarem chronionym w ramach Konwencji ramsarskiej.
Brzegi niewielkich jezior i rzek zajmują gęste szuwary oraz sitowia, w których najczęściej można spotkać tatarak zwyczajny, trzcinę pospolitą, mchy z rodziny torfowcowatych oraz olszę czarną. Wśród fauny spotyka się głowacicę, katozęba syberyjskiego czy ważki różnoskrzydłe.

## Galeria

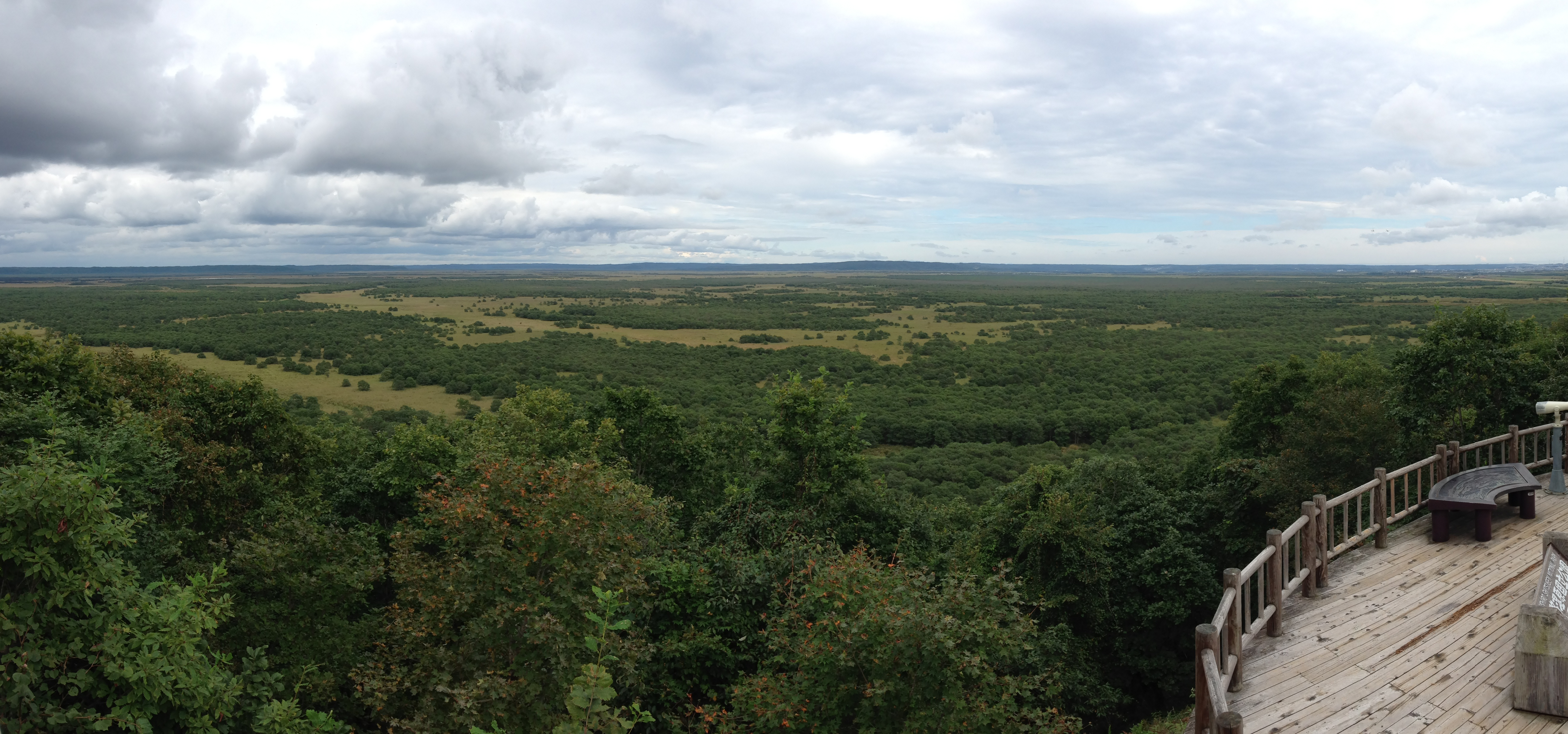
Park obserwowany z wieży widokowej
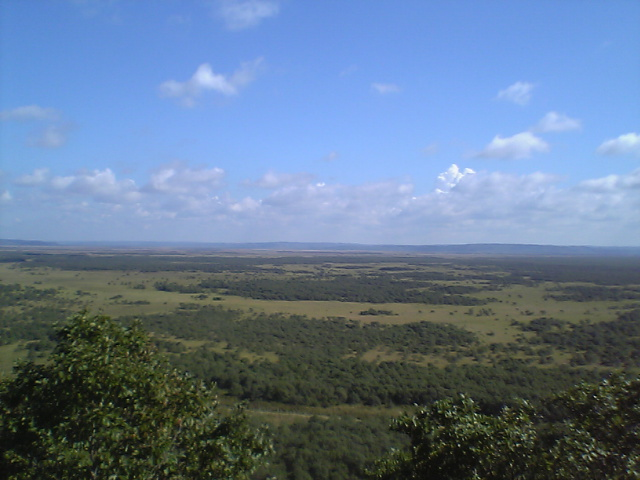
Bagna Kushiro
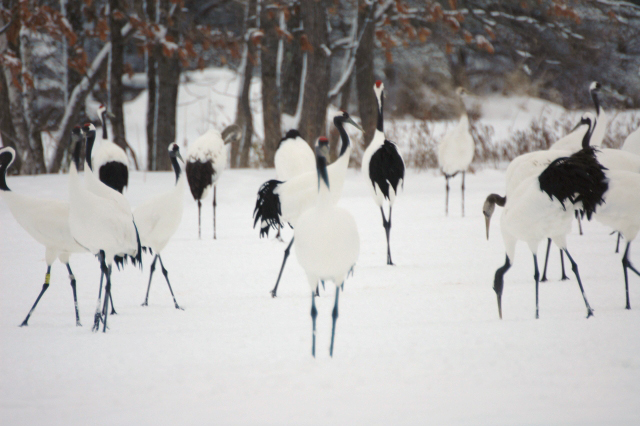
Park jest zimowym siedliskiem żurawi czerwonoczubych
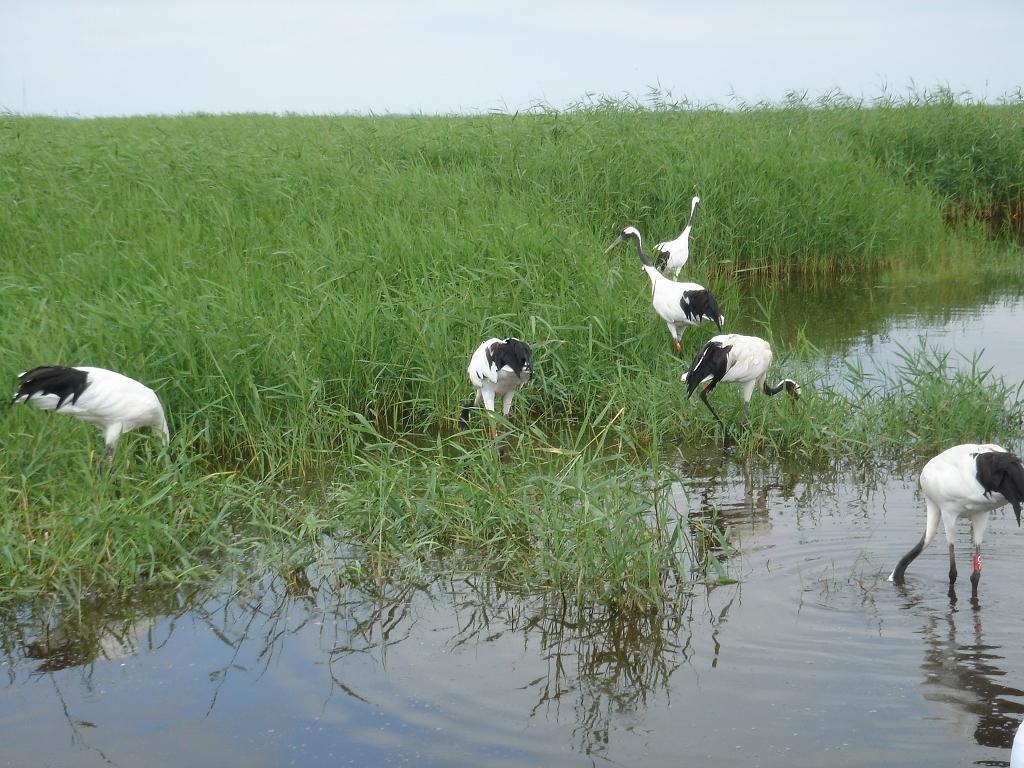
Żurawie czerwonoczube